# Nkana FC
Nkana FC, is een Zambiaanse voetbalclub, uit de stad Kitwe. De club is opgericht in 1935Nkana FC is één van de oudste en meest succesvolle clubs uit Zambia. Naast hun clubnaam staan ze ook bekend onder de naam Kalampa. De club speelt in de Zambia Super League, welke zij dertien keer hebben gewonnen in hun bestaan, waarvan de meest recente keer in het seizoen 2019/2020. 
Nkana FC speelt hun wedstrijden in het Nkana Stadium, wat in de Wusakile wijk van Kitwe ligt. Het stadion bied plaats aan ruim 10.000 toeschouwers.

## Unieke prestatie
In 1990 mocht Nkana FC meedoen aan de CAF Champions League, tijdens dit toernooi rijkten zij tot de finale, welke zij verloren. Ondanks het verlies is de prestatie zéér uniek te noemen, omdat het sinds dien geen enkele Zambiaanse voetbalclub gelukt is de finale van de CAF Champions League te bereiken.

## Derby
De club heeft een intense rivaliteit met Power Dynamos FC, de derby tussen de twee clubs uit Kitwe staat bekend als één van de heftigste voetbalderbys in Afrika.

## Erelijst
Landskampioen
1982, 1983, 1985, 1986, 1988, 1989, 1990, 1992, 1993, 1999, 2001, 2013, 2019/20
Beker van Zambia
Winnaar: 1986, 1989, 1991, 1992, 1993, 2000
Finalist:
Zambian Challenge Cup
1964, 1966 (als Rhokana United)
1992, 1993, 1998, 1999, 2000
Zambian Charity Shield
2000
Afrikaanse beker der kampioenen
Finalist: 1990